# 스티브 베셔
스티븐 린 베셔(영어: Steven Lynn Beshear, 영어 발음: /ˈstiːvən lɪn bəˈʃɪər/, 1944년 9월 21일~)는 미국의 정치인이다. 2007년 주지사 선거에서 당시 현직 주지사였던 어니 플레처을 상대로 당선되었다. 2011년 주지사 선거에서 데이비드 L. 윌리엄스를 상대로 재선에 성공하였다.
제63대 켄터키 주지사인 앤디 베셔의 아버지이다.

## 학력
- 켄터키 대학교 학사
- 켄터키 대학교 법무박사

## 경력
- 1974.01 ~ 1980.01 켄터키주 제76구 하원의원
- 1979.12 ~ 1980.01 켄터키 법무장관 권한대행
- 1980.01 ~ 1983.12 제43대 켄터키 법무장관
- 1983.12 ~ 1987.12 제49대 켄터키 부지사
- 2007.12 ~ 2015.12 제61대 켄터키 주지사

## 역대 선거 결과
| 선거명      | 직책명                       | 대수  | 정당   | 득표율  | 득표수    | 결과 | 당락                   |
| ----------- | ---------------------------- | ----- | ------ | ------- | --------- | ---- | ---------------------- |
| 1973년 선거 | 하원의원 (켄터키 제76선거구) | -대   | 민주당 | 62.02%  | 3,401표   | 1위  | 켄터키주 하원의원 당선 |
| 1975년 선거 | 하원의원 (켄터키 제76선거구) | -대   | 민주당 | 100.00% | 3,203표   | 1위  | 켄터키주 하원의원 당선 |
| 1977년 선거 | 하원의원 (켄터키 제76선거구) | -대   | 민주당 | 85.16%  | 3,632표   | 1위  | 켄터키주 하원의원 당선 |
| 2015년 선거 | 켄터키 법무장관              | 43대  | 민주당 | 60.87%  | 471,177표 | 1위  | 켄터키주 법무장관 당선 |
| 1983년 선거 | 켄터키 부지사                | 49대  | 민주당 | 63.35%  | 568,869표 | 1위  | 켄터키 부지사 당선     |
| 1996년 선거 | 상원의원 (켄터키 제2부)      | 105대 | 민주당 | 42.85%  | 560,012표 | 2위  | 낙선                   |
| 2007년 선거 | 켄터키 주지사                | 61대  | 민주당 | 58.71%  | 619,552표 | 1위  | 켄터키 주지사 당선     |
| 2011년 선거 | 켄터키 주지사                | 61대  | 민주당 | 55.72%  | 464,245표 | 1위  | 켄터키 주지사 당선     |

## 참고 자료
- 위키미디어 공용에 스티브 베셔 관련 미디어 분류가 있습니다.